# Frederik Heiselberg
Frederik Emil Hedegaard Heiselberg (* 11. Februar 2003 in Lyne) ist ein dänischer Fußballspieler. Er spielt seit seiner Jugend beim FC Midtjylland.

## Karriere

### Verein
Frederik ist der Sohn des ehemaligen dänischen Jugend- und U21-Nationalspielers Kim Heiselberg; seine Mutter Lene ist ehemalige Sportkoodinatorin beim FC Midtjylland.
Er hatte als Kind Fußball bei Stellev Lyne GU und bei Tarm IF gespielt, bevor er in die Fußballschule des FC Midtjylland wechselte. Dort erhielt er am 2. Juni 2021 einen bis 2026 laufenden Profivertrag und rückte in die Profimannschaft auf. Nach einem Jahr ohne Einsatz in einem Pflichtspiel wurde er im Juli 2022 an den Zweitligisten FC Fredericia verliehen. Am 23. Juli 2022 gab Frederik Heiselberg beim 2:2-Unentschieden bei Nykøbing FC sein Profidebüt in der 1. Division.
Zur Saison 2023/24 wurde Heiselberg an AC Horsens verliehen.

### Nationalmannschaft
Am 14. Januar 2020 spielte Frederik Heiselberg beim 2:0-Sieg im Testspiel im zyprischen Sotira gegen Griechenland erstmals für die dänische U17. Er kam für diese Altersklasse zu insgesamt zwei Einsätzen. Seit Mai 2022 ist er für die dänische U19 aktiv.